# Punkt konsolidacyjny
Punkt konsolidacyjny - dodatkowe pole połączeniowe włączane w odcinek okablowania strukturalnego poziomego pomiędzy panelem krosowym a punktem abonenckim.
Głównym jego zadaniem jest minimalizacja pracochłonności dokonywania potencjalnych zmian w obrębie otwartych powierzchni biurowych. W razie konieczności przebudowy systemu okablowania, nie jest wymagana wymiana całego okablowania poziomego, a jedynie jego części pomiędzy punktem konsolidacyjnym a gniazdem abonenckim. 
Typowy punkt konsolidacyjny składa się z dwóch głównych elementów: uniwersalnej podstawy (montowanej na ścianie, suficie lub pod podłogą technologiczną) oraz wymiennej pokrywy.